# Enothril

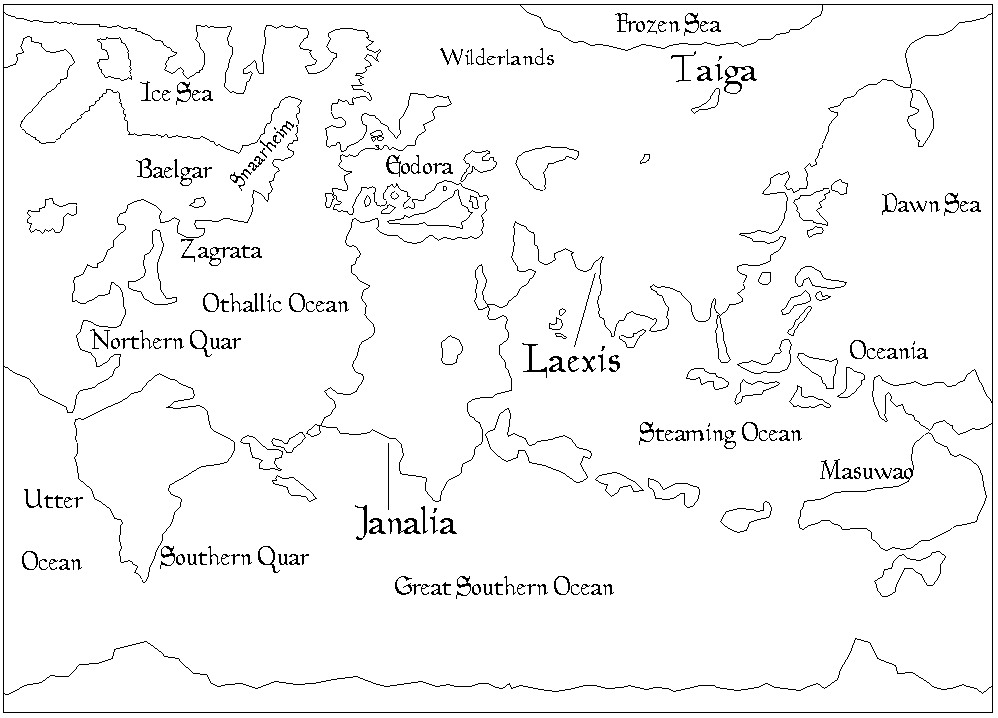
Mundo de Enothril.

Enothril es tanto un juego de rol como un mundo ficticio. Ambos han sido desarrollados a partir de septiembre de 2000 por Aleksei Andrievski, basados en la Europa (Eodora) de la Edad Media, y posteriormente ampliados para que incluyeran a toda la Tierra (llamada aquí Enothril). La descripción del mundo se creó para que se pudiera jugar con el sistema de juego de Birthright, un escenario de campaña del juego de rol Dungeons & Dragons.

## Deidades
Existen múltiples deidades, de las cuales las más importantes, que además en su día fueron mortales, y son las más representadas en Eodora:
- Hormeus (sus seguidores equivalen, en el mundo real, a los cristianos católicos)
- Eineros (sus seguidores son equivalentes a los ortodoxos)
- Al-Nasir (sus seguidores son equivalentes a los musulmanes)
- Khain (sus seguidores son equivalentes turcos otomanos)

Todas ellas, aparte de su dogma oficial que es mayoritario, soportan la existencia de dogmas no oficiales o sectas. El mundo de Enothril es muy religioso, tanto o más que el medieval, y las diferentes iglesias gozan de mucho respeto y prestigio.
El sistema de fechas toma como referencia el reconocimiento por parte del Raethian Empire (equivalente al Imperio romano) de la fe de Hormeus y Eineros.

## Razas de Enothril
Las diversas razas que pueblan Enothril son:
- Elfos
- Enanos
- Gnomos
- Hobbits
- Orcos
- Goblins
- Ogros
- Katta (humanoides gatunos)
- Cunsith (humanoides con cabeza de perro)
- Hayilan (humanoides con cabeza de serpiente).

## Eodora
Eodora es el equivalente a Europa, y es la zona de la que hay disponible más material. Algunos de las entidades más importantes son:
- Leonillas y Arenigos (Corona de Castilla y Corona de Aragón)
- Poissarenne (Francia)
- Holy Lion Empire (Sacro Imperio Romano Germánico)
- Holy See (Estados Pontificios)